# 酿脓特吕佩尔氏菌
酿脓特吕佩尔氏菌（学名：Trueperella pyogenes）是特吕佩尔氏菌属的下属物种，别名化脓隐秘杆菌。酿脓特吕佩尔氏菌呈革兰氏阳性，且是一种非运动性，兼性厌氧的细菌。酿脓特吕佩尔氏菌的细胞通常为0.5×2.0μm，表现为多型或球杆状。酿脓特吕佩尔氏菌倾向于单独或短链分布，但有时也会成V形对分布。
酿脓特吕佩尔氏菌存在于牛、山羊、马、麝鹿、猪和绵羊的泌尿生殖系统、消化道和上呼吸道中，可能导致脓肿、乳腺炎、子宫内膜炎和肺炎。虽然它可以在厌氧或好氧环境中繁殖，但它最适合含有高（约7%）二氧化碳的环境。
2011年，隐秘杆菌属（Arcanobacterium）分裂为两个属，即隐秘杆菌属和特吕佩尔氏菌属（Trueperella）。这个名称（Trueperella）是为了纪念德国微生物学家Hans G. Trüper而选择的。特定名称“pyogenes”在各种细菌属中使用，其源自于希腊语“puon”或拉丁语“pyum”以及后缀“-genus（属）”，合并产生了“pyogenes”，意思是“产生脓液”。
虽然酿脓特吕佩尔氏菌可以感染各种组织，但它是牛的“夏季乳腺炎”和犬的子宫蓄脓症的最常见原因。